# François-Joseph-Emmanuel de Crussol d'Uzès
Pour les autres membres de la famille, voir Maison de Crussol.
François-Joseph-Emmanuel de Crussol d'Uzès d'Amboise (4 juin 1735, Paris - 7 juin 1789, La Rochelle), est un prélat français, évêque de La Rochelle.

## Biographie
François-Joseph-Emmanuel de Crussol d'Uzès est le fils de Joseph-Emmanuel, marquis de Saint-Sulpice, et de Marie Antoinette d'Estaing.
Il perd son père alors qu'il est en enfance et il est élevé par son oncle François de Crussol d'Uzès, évêque de Blois et futur archevêque de Toulouse. Vicaire général d'Angers, il est nommé évêque de La Rochelle en 1767, confirmé le 20 juin 1778 et consacré en juillet suivant par Christophe de Beaumont, archevêque de Paris.
Dans son diocèse, il constitue l'édification de la cathédrale qu'il ne peut achever mais il réussit à terminer le palais épiscopal. Il tente de maintenir la discipline à l'approche de la Révolution française mais il meurt à La Rochelle le 7 juin 1789